# Dinorthis
Dinorthis is een monotypisch geslacht van uitgestorven brachiopoden, dat voorkwam van het Midden-  tot het Vroeg-Ordovicium.

## Beschrijving
Deze 2,5 centimeter lange brachiopode uit de groep der orthiden was vrij algemeen. Zijn profiel, dat bezet is met fijne radiale ribben, is dubbelbol met een rechte slotrand.